# Libertad Burgi Vóley
O Libertad Burgi Vóley,  é um time de argentino de voleibol masculino da cidade de  San Jerónimo Norte. Atualmente disputa a Liga A1 Argentina.

## Histórico
O Club Atlético Libertad (San Jerónimo Norte) foi fundando em 3 de agosto de 1923, com principal esporte o futebol, como também natação. atletismo, tênis, dentre outras que contam com seus próprios departamentos, e o Libertad Burgi Vóley compõe o departamento de voleibol do mesmo clube desde 2013,  por questões de patrocinador recebe esse nome e com destaque a presidência de Leandro Burgi, proprietário de Aberturas Burgi S.R.L, investiu no time que após disputar a Liga A2 Argentina, terminou entre os dezesseis melhores colocados, reforçando-se na temporada seguinte na segunda divisão, perdeu nas semifinais diante do River Plate,  e na terceira temporada na Liga A2 contratou o técnico  Fabián Muraco, o experiente Lucas Gregoret, a jovem promessa Ignacio Espelt, além de Tomás López, mantendo a base formada no próprio clube como Matías Albrecht, Alejo Dilda, Cristian Perren, Gastón Neif, Marcos Santilli, Gastón Müller e Nicolás Perren,  obtendo o vice-campeonato e assim conseguindo o acesso a Liga A1 Argentina na temporada 2017-18.
Na edição da Copa ACLAV de 2017 terminou na quarta posição, já  na Copa Desafio foi eliminado nas semifinais, mesma fase que alcançou na Copa da Argentina de 2018 e na Liga A Argentina terminou a fase regular em sétimo lugar e na fase final foi eliminado nas quartas de final

### Títulos conquistados
0 Campeonato Argentino A1
 0 Campeonato Argentino A2
- Vice-campeão: 2017

 Copa ACLAV
- Quarto posto: 2017

 Torneio Super 8

## Elenco
Os atletas da temporada 2018-19: